# 3. Zagrebačka NL 2009./10.
3. Zagrebačka liga u sezoni 2009./10. predstavljala je 3. rang županijske lige u Gradu Zagrebu te ligu sedmog ranga hrvatskog nogometnog prvenstva. 
 Sudjelovalo je 7 klubova, a ligu je osvojila momčad Botinec iz Zagreba.

## Ljestvica
| mj. | klub                        | ut. | pob. | ner. | por. | gol+ | gol- | bod     |
| --- | --------------------------- | --- | ---- | ---- | ---- | ---- | ---- | ------- |
| 1.  | Botinec Zagreb              | 18  | 15   | 2    | 1    | 74   | 18   | 45 (-2) |
| 2.  | Brezovica                   | 18  | 14   | 2    | 2    | 82   | 20   | 44      |
| 3.  | RIZ Odašiljači Zagreb       | 18  | 11   | 3    | 4    | 46   | 23   | 36      |
| 4.  | Hrašće (Hrašće Turopoljsko) | 17  | 8    | 2    | 7    | 54   | 33   | 26      |
| 5.  | Gavran Zagreb               | 17  | 4    | 1    | 12   | 33   | 67   | 13      |
| 6.  | Uljanik Zagreb              | 18  | 3    | 0    | 15   | 35   | 106  | 9       |
| 7.  | Zelengaj Zagreb             | 18  | 1    | 2    | 15   | 25   | 82   | 1 (-4)  |

## Vanjske poveznice
- Zagrebački nogometni savez
- zns.hr, 3. ŽNL (3. Zagrebačka liga)  Arhivirana inačica izvorne stranice od 28. ožujka 2014. (Wayback Machine)